# Saison 2011-2012 de Liège Basket
La saison 2011-2012 de Liège Basket est la 45e saison du club et la 12e saison dans l'élite.

## Effectif
| No | Joueur                 | Poste          | Taille (cm) | Naissance  | Nationalité |
| -- | ---------------------- | -------------- | ----------- | ---------- | ----------- |
| 4  | Xavier Collette        | Meneur         | 184         | 24/04/1985 | Belgique    |
| 6  | Maxime Gaudoux         | Ailier         | 200         | 19/06/1990 | Belgique    |
| 8  | Olivier Troisfontaines | Arrière/Ailier | 192         | 26/10/1989 | Belgique    |
| 9  | Geoffrey Hockins       | Arrière        | 188         | 28/01/1988 | Belgique    |
| 10 | Yoann Hertay           | Arrière        | 178         | 28/04/1990 | Belgique    |
| 13 | Pierre-Antoine Gillet  | Ailier/Pivot   | 202         | 16/04/1991 | Belgique    |
| 14 | Gérald Henrard         | Ailier         | 207         | 31/07/1993 | Belgique    |
| 22 | Raphael Allemand       | Arrière        | 200         | 09/06/1993 | Belgique    |
| 23 | Terence Jennings       | Ailier fort    | 208         | 11/02/1988 | États-Unis  |
| 4  | Dominic Waters         | Meneur         | 185         | 28/09/1986 | États-Unis  |
|    | Guy Muya Muboyayi      | Arrière        | 193         | 23/05/1983 | Belgique    |

Coach : Fulvio Bastianini ( Belgique)